# Lunghøj
Lunghøj er et boligkvarter i Gelsted, i Middelfart Kommune. Hovedgaden er Søndergade. Lunghøj har et areal på 130.000 m². Tidligere var området sin egen landsby, men det er i dag vokset sammen med Gelsted nord for.
Antenneforeningen dækker udover Lunghøj også Gelsted. Lunghøj Vandværk har 390 tilsluttede forbrugere pr. 2017.